# Isoperla miwok
Isoperla miwok is een steenvlieg uit de familie Perlodidae. De wetenschappelijke naam van de soort is voor het eerst geldig gepubliceerd in 1990 door Bottorff & Szczytko.